# Liste der Biografien/Nm
Liste der Biografien |
Portal Biografien |
Personensuche
# |
A |
B |
C |
D |
E |
F |
G |
H |
I |
J |
K |
L |
M |
N |
O |
P |
Q |
R |
S |
T |
U |
V |
W |
X |
Y |
Z |
?
 
Na |
Nb |
Nc |
Nd |
Ne |
Nf |
Ng |
Nh |
Ni |
Nj |
Nk |
Nl |
Nm |
Nn |
No |
Nr |
Ns |
Nt |
Nu |
Nv |
Nw |
Nx |
Ny |
Nz
Die Liste der Biografien führt alle Personen auf, die in der deutschsprachigen Wikipedia einen Artikel haben. Dieses ist eine Teilliste mit 3 Einträgen von Personen, deren Namen mit den Buchstaben „Nm“ beginnt.

## Nm

### Nme
- Nmecha, Felix (* 2000), deutsch-englischer FußballspielerFelix Nmecha (* 2000)

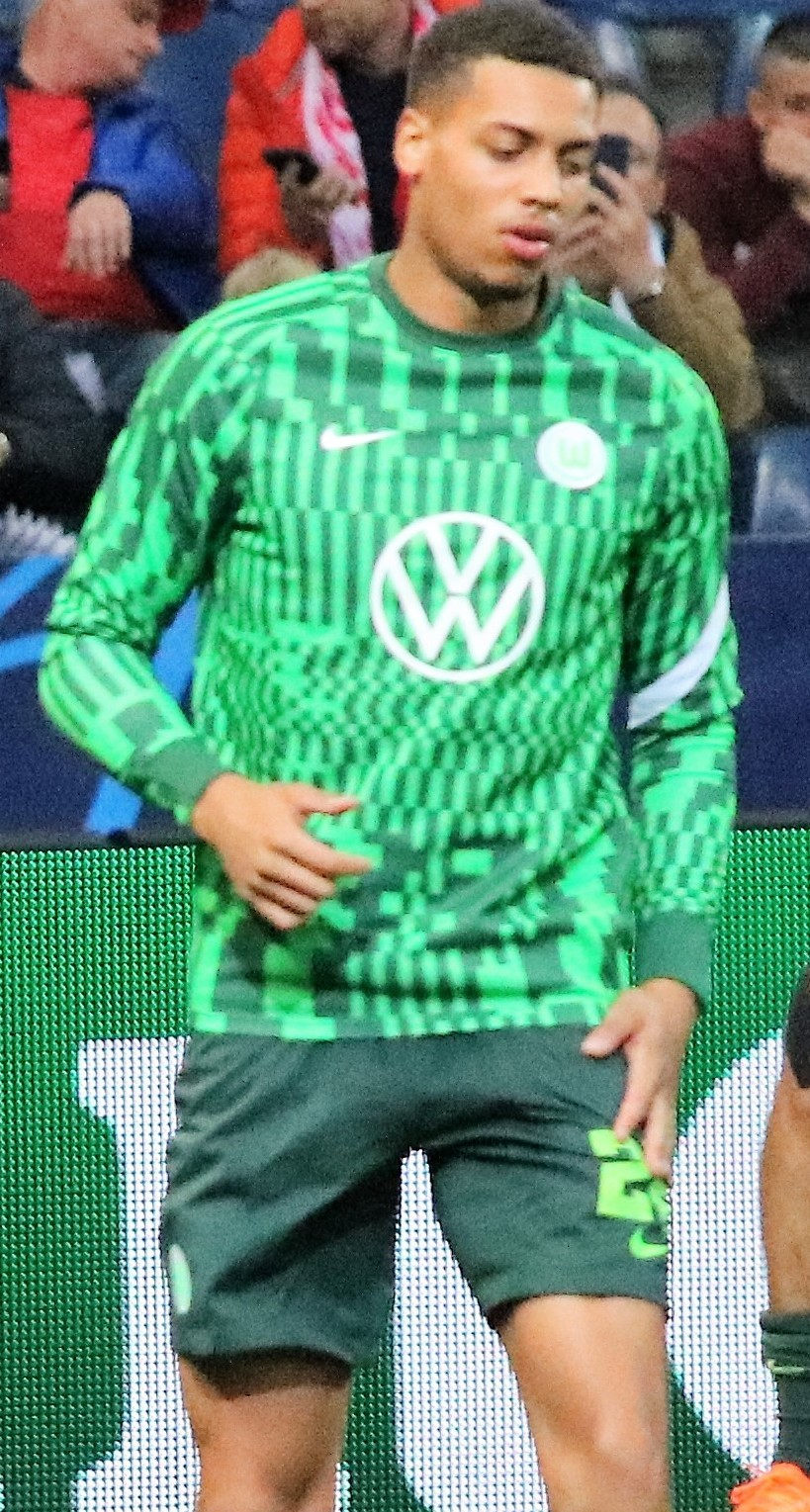
Felix Nmecha (* 2000)

- Nmecha, Lukas (* 1998), deutsch-englischer Fußballspieler

### Nmz
- NMZS (1984–2013), deutschsprachiger Rapper